# مطار البحرين الدولي
مطار البحرين الدولي (إياتا: BAH، إيكاو: OBBI) هو مطار دولي يقع في جزيرة المحرق شمال العاصمة المنامة، وهي جزيرة تابعة للبحرين، وهو مركز العمليات الرئيسي لشركة طيران الخليج، ومركز عمليات شركة طيران البحرين، يخدم مطار البحرين الدولي جزيرة البحرين بأكملها، ويعتبر المطار الدولي الوحيد الموجود في البحرين.

## نبذة تاريخية

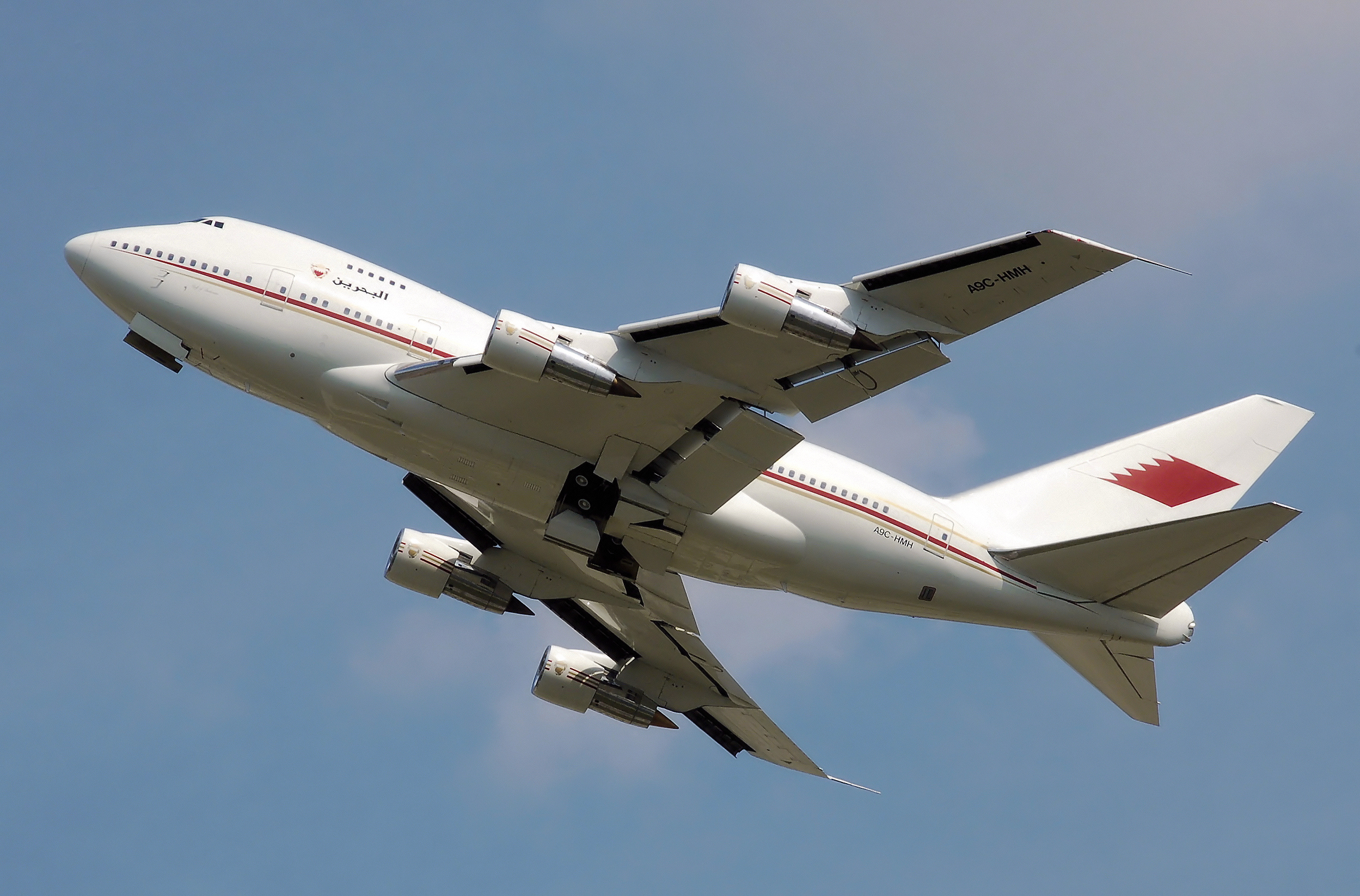
الخطوط الملكية البحرينية

يعود تاريخ إنشاء مطار البحرين أو مطار المحرق (سابقاً) إلى عام 1937، وكانت «الخطوط الجوية الإمبراطورية البريطانية» المعروفة في ذلك الوقت باسم "BOAC"، والتي تسمى حالياً بالخطوط الجوية البريطانية، قد شغلت عدة رحلات عرضية إلى منطقة الخليج العربي قبل البدء بالخدمات المنتظمة، أصبح عام 1950 من أهم الأعوام في تاريخ مسيرة مطار البحرين الدولي، وكذلك لتاريخ طيران التجاري المنتظم في البحرين، وفي العام نفسه تأسست أول شركة طيران محلية جديدة اسمها «جلف أفييشن» والتي تعرف الآن بشركة طيران الخليج. وفي 1954 تم رسميا تدشين مركز المراقبة الجوية في البحرين لتغطية الملاحة الجوية وتقديم خدمات المراقبة الجوية للطائرات العابرة عبر مجال الخليج الجوي، وتم تركيب منارات ملاحية حديثة وأجهزة اتصالات في هذا المركز.
أدى الاهتمام المتزايد بحركة الطيران إلى افتتاح مبنى ركاب جديد وكان ذلك في ديسمبر 1961، والمرحلة الثانية كانت في عام 1971، كما أن في هذا العقد من الزمان تطورت حركة الطيران بشكل عظيم بسبب وصول طائرات بوينغ 747 العملاقة التي تسع 400 مسافر. في عام 1976 استقبل مطار البحرين حدثاً مهماً وهو بدء تشغيل رحلات منتظمة بين البحرين ولندن على طائرة الكونكورد الأسرع من الصوت التابعة للخطوط الجوية البريطانية، وهو المطار الأول والوحيد الذي كان يستقبل هذا النوع من الطائرات في الشرق الأوسط. بدأت شركة طيران الخليج عام 1976 توسيع شبكة خدماتها، فقد تسلمت الشركة أول طائرة من الحجم الكبير من نوع «ترايستار لوكهيد» وتحولت إلى شركة طيران عالمية، مما عزز من مكانة مطار البحرين الدولي كمحور أساسي لعملياتها. حدث أكبر توسعة لمرافق المطار في أوائل الثمانينات بتكلفة قدرها 100 مليون دولار، وأصبحت السعة الاستيعابية لمطار البحرين تصل إلى 10 ملايين مسافر سنويا، وأصبح عدد مواقف الطائرات 46 موقفاً.

## مبنى الركاب
يضم مطار البحرين مبنى الركاب الأساسي، والذي يستوعب حوالي 10 ملايين راكب سنوياً، وقاعة الضيافة التابعة لشركة طيران الخليج، والمخصصة لركاب الدرجة الأولى ودرجة رجال الأعمال، فيما يتعلق ببقية المرافق فقد تم مؤخراً تطوير بقية مرافق المطار وبالذات تلك التي تتعلق بإجراءات السفر والمنطقة التابعة للجوازات والتي تم زيادتها لتصل إلى الضعف تقريباً، وذلك في محاولة لتسهيل المعاملات لأكبر عدد ممكن من المسافرين خلال فترة زمنية.

## تطوير
تم توسعة المطار بكلفة بلغت 350 مليون دولار أمريكي شملت مبنى المطار من الناحية الشرقية بهدف توفير 8 معابر إضافية ومواقف للطائرات، وذلك لرفع الطاقة الاستيعابية للمطار إلى 15 مليون سنويا بحلول عام 2015، ومع بدء المرحلة الثانية لعملية التوسعة سترتفع الطاقة إلى 22 مليون راكب سنوياً بحلول عام 2020. وقد شملت التصاميم الأولية إضافة مناضد بمنطقة المغادرة، ومرافق تسوق إضافية فضلا عن زيادة مساحة أماكن تجهيز وتعبئة العفش والأمتعة لتصل إلى ضعف حجم المساحة الحالية وتحديد منطقة منفصلة لاستلام العفش مع واجهة جديدة مميزة. وتم أيضاً الانتهاء من وضع خطة لإنشاء مواقف متعددة الطوابق للسيارات بكلفة تصل إلى 70 مليون دولار أمريكي وهو المشروع الذي لا يعمل فقط على توفير مساحات إضافية لمواقف السيارات وإنما يعمل أيضا على توفير مكاتب ومساحات خاصة ببيع التجزئة تكون موصولة مع المبنى الرئيسي.

## مبنى المسافرين الجديد
توسعة مبنى المسافرين في مطار البحرين الدولي، الذي بدأ تشغيله اليوم الخميس، ويستوعب نحو 14 مليون مسافر سنويا، وهي أربعة أضعاف مبنى المسافرين القديم لتنتقل البحرين عبره إلى آفاق أكثر رحابة في خدمات قطاعات النقل عموما، والنقل والشحن الجوي بشكل خاص، سيما أنه تجري حاليا، وبالتزامن مع تدشين المبنى الجديد، أعمال تنفيذ مبنى آخر لمركز مراقبة الحركة الجوية.
ويُنظر لمشروع المطار الجديد باعتباره فرصة استثمارية هائلة، وقادرا على أن يخلق بدوره فرصا متنوعة للأعمال، كما أنه سيفتح آفاقا واسعة أمام رأس المال الوطني، الذي تولي له المملكة أولوية خاصة في عملية التنمية وجذب التدفقات الاستثمارية.

## مطار البحرين الدولي الجديد
تفضل الأمير سلمان بن حمد ولي العهد رئيس مجلس الوزراء بافتتاح مطار البحرين الدولي الجديد. هذا المشروع الذي يعكس واجهه البحرين الحضارية والذي هو امتداد لمطار البحرين الدولي الذي يعد من أهم المطارات في الشرق الأوسط والذي لطالما كان واحدًا من نقاط أكثر شركات طيران العالم أهمية.
المطار الجديد الذي استغرق إنشاؤه أكثر من عامين كان من المفترض افتتاحه عام 2020 إلا أنه وبسبب الوباء الذي حل بالعالم أجمع تم تأجيل افتتاحه وهذا ما صب في صالح البحرين أولاً حيث إن المطار كان في مرحلة الاستكمال.
يعد هذا المطار أحد أكبر مشاريع تطوير البنية التحتية في تاريخ مملكة البحرين التي تقوم بالإشراف عليها وزارة المواصلات والاتصالات بالتعاون مع شركة مطار البحرين، أما بالنسبة للمطار الجديد فيأتي بتكلفة إجمالية تبلغ 1.1 مليار دولار أمريكي بدعم من صندوق أبوظبي للتمويل،
يمتد بمساحة 210 آلاف متر مربع وبطاقة استيعابية تصل إلى 14 مليون مسافر و130 ألف حركة جوية للطائرات سنويًا ومناولة 4800 حقيبة في الساعة.
إلى جانب ذلك كله، يضم موقفًا للسيارات متعدد الطوابق بمساحة تقارب 27000 متر مربع وبسعة إجمالية تصل إلى 2700 سيارة.

## خطوط وشركات الطيران
| شركـات طيـران                     | الوجهات |
| --------------------------------- | --- |
| العربية للطيران                   | الشارقة |
| الخطوط الجوية البريطانية          | لندن هيثرو، الدمام |
| كاثاي باسيفيك                     | دبي, هونغ كونغ |
| مصر للطيران                       | القاهرة |
| طيران الإمارات                    | دبي |
| يونايتد إيرلاينز                  | الكويت, واشنطن-دالاس |
| طيران الخليج                      | أبو ظبي، أديس أبابا، عمان، بانكوك سوفارنابومي وبيروت والقاهرة وتشيناي وكولومبو والدمام ودلهي ودكا والدوحة ودبي، وحائل وفرانكفورت و إسلام آباد، اسطنبول أتاتورك، وجدة، كابول، كراتشي، كاتماندو، الخرطوم، كوتشي، الكويت، لاهور، لارنكا، لندن هيثرو، مانيلا، المدينة المنورة، ومومباي ومسقط، و باريس شارل ديغول، وبيشاور، الرياض، روما فيوميتشينو، صنعاء، بغداد ، النجف |
| طيران الجزيرة                     | الكويت |
| خطوط جيت                          | مومباي، كوتشين |
| طيران صافي                        | كابل |
| الخطوط الجوية الملكية الهولندية   | ابوظبي, امستردام |
| الخطوط الجوية الكويتية            | الكويت |
| لوفتهانزا                         | فرانكفورت |
| الطيران العماني                   | مسقط |
| الخطوط الجوية الدولية الباكستانية | كراتشي, لاهور |
| الخطوط الجوية القطرية             | الدوحة |
| الملكية الأردنية                  | عمان |
| الخطوط الجوية العربية السعودية    | الرياض, جدة, حائل |
| الخطوط الجوية التركية             | اسطنبول-اتاتورك، مسقط |
| طيران الاتحاد                     | ابوظبي |
| فلاي دبي                          | دبي |
| الخطوط الجوية العراقية            | بغداد ، النجف |

## وصلات خارجية
- الموقع الرسمي للمطار
- (بالإنجليزية) معلومات عن المطار[وصلة مكسورة]